# Liste des communautés de Colombie-Britannique
Liste des cantons, municipalités, villages et villes de la province de la Colombie-Britannique au Canada.
- Haut – A
- B
- C
- D
- E
- F
- G
- H
- I
- J
- K
- L
- M
- N
- O
- P
- Q
- R
- S
- T
- U
- V
- W
- X
- Y
- Z

## 0
- 70 Mile House
- 100 Mile House
- 105 Mile post 2 (Réserve amérindienne)
- 108 Mile Ranch
- 150 Mile House

## A
- Abbotsford
- Agassiz
- Ahousat
- Ainsworth (Ainsworth Hot Springs)
- Aiyansh
- Albion
- Aldergrove
- Alert Bay
- Alexandria
- Alexis Creek
- Alkali Lake
- Alta Lake
- Ambleside
- Anahim Lake
- Anmore
- Annieville
- Anyox
- Argenta (en)
- Armstrong
- Arrandale
- Ashcroft
- Aspen Grove
- Atlin
- Attachie
- Australian
- Avola

## B
- Baldonnel
- Balfour (Balfour Bay)
- Bamberton
- Bamfield
- Barkerville
- Barnet
- Barnhartvale
- Île de Barnston
- Barriere
- Basque (Basque Ranch)
- Bear Lake
- Beaton
- Beaverdell
- Bedwell Bay
- Bedwell Harbour
- Belcarra (Belcarra Bay)
- Bella Bella
- Bella Coola
- Bennett
- Benvoulin
- Beresford
- Bighorn
- Birken
- Black Creek
- Blind Bay
- Blubber Bay
- Blue River
- Blunden Harbour
- Bonaparte
- Boothroyd
- Boston Bar
- Boswell
- Botanical Beach
- Boundary Bay
- Bountiful
- Bowser
- Brackendale
- Bradner
- Bralorne
- Brentwood Bay
- Bridgeport
- Brighouse
- Brilliant
- Britannia Beach
- Brocklehurst
- Brookmere
- Brunswick
- Buick
- Bull Harbour
- Burnaby
- Burns Lake
- Burquitlam
- Burton
- Butedale

## C
- Cache Creek
- Cameron Bar 13 (Réserve des Premières Nations)
- Campbell River
- Canal Flats
- Castlegar
- Cawston
- Cecil Lake
- Cedar
- Cedarvale
- Charlie Lake
- Chase
- Chemainus
- Cherryville
- Chetwynd
- Chilliwack
- Christina Lake
- Clayhurst
- Clearbrook
- Clearwater
- Clinton
- Clo-oose
- Cloverdale
- Cluculz Lake
- Coal Harbour
- Cobble Hill
- Coldstream
- Colwood
- Comox
- Coombs
- Coquitlam
- Courtenay
- Cowichan 1 (Réserve des Première Nations)
- Cowichan Bay
- Cranberry Junction
- Cranbrook
- Creston
- Crofton
- Cumberland

## D
- D'Arcy
- Dawson Creek
- Dease Lake
- Delta
- Devine
- Dog Creek
- Duncan
- Dunster

## E
- Earls Cove
- Elkford
- Enderby
- Errington
- Esquimalt

## F
- Fanny Bay
- Fairmont Hot Springs
- Farmington
- Fauquier
- Fernie
- Field
- Forest Grove
- Fort Fraser
- Fort Nelson
- Fort St. James
- Fort Saint John
- Fort Steele
- Fort Ware
- Fountain
- François Lake
- Fraser Lake
- Fruitvale
- Fulford Harbour
- Furry Creek

## G
- Ganges
- Gibsons
- Gold Bridge
- Gold River
- Golden
- Goldstream
- Goodlow
- Grand Forks
- Granisle
- Grasmere
- Greenwood
- Grindrod
- Greenville (Nisga'a)
- Groundbirch

## H
- Haig
- Hagensborg
- Halfmoon Bay
- Hanceville
- Harrison Hot Springs
- Harrison Mills
- Hartley Bay
- Hazelton
- Heffley Creek
- Heriot Bay
- Holberg
- Honeymoon Bay
- Hope
- Horsefly
- Houston
- Hudson's Hope

## I
- Invermere

## J
- Jackson Bay
- Jacksons
- Juskatla

## K
- Kamloops
- Keats Landing
- Keefers
- Kelowna
- Keremeos
- Kimberley
- Kispiox
- Kitimat
- Kitamaat Village
- Klemtu

## L
- Lac La Hache
- Lac Lakelse
- Lac Le Jeune
- Ladner
- Ladysmith
- Laidlaw
- Lake Country
- Lake Cowichan
- Langdale
- Langford
- Langley (ville)
- Langley (district(
- Lantzville
- Lax Kw'alaams (Réserve des Première Nations)
- Likely
- Lillooet
- Lions Bay
- Little Fort
- Logan Lake
- Lone Butte
- Louis Creek
- Lower Post
- Lucas
- Lumby
- Lund
- Lytton

## M
- Mackenzie
- Madeira Park
- Mansons Landing
- Maple Ridge
- Masset
- Matsqui
- McBride
- McClure
- Merritt
- Merville
- Metchosin
- Mission (Ville)
- Moberly Lake
- Montney
- Montrose
- Moresby Camp
- Moricetown
- Mount Currie
- Moyie

## N
- Nakusp
- Namu
- Nanaimo
- Nanoose Bay
- Naramata
- Nass Camp
- Nelson
- Nesikep (Réserve des Premières Nations)
- New Aiyansh
- New Brighton
- New Denver
- New Hazelton
- New Westminster
- North Pine
- North Vancouver
- N'quat'qua

## O
- Oak Bay
- Ocean Falls
- Okanagan Falls
- Olalla
- Oliver
- Osoyoos
- Oyster River

## P
- Parksville
- Pavilion
- Peachland
- Pemberton
- Penticton
- Pink Mountain
- Pitt Meadows
- Pleasant Camp
- Popkum
- Port Alberni
- Port Alice
- Port Coquitlam
- Port Douglas
- Port Edward
- Port Hardy
- Port McNeill
- Port Mellon
- Port Moody
- Port Renfrew
- Pouce Coupe
- Powell River
- Prespatou
- Prince George
- Prince Rupert
- Princeton
- Progress

## Q
- Qualicum
- Qualicum Beach
- Quathiaski Cove
- Quatsino
- Queen Charlotte City
- Quesnel

## R
- Radium Hot Springs
- Redroofs
- Revelstoke
- Richmond
- River Jordan
- Roberts Creek
- Robson
- Rock Bay
- Rock Creek
- Rolla
- Rose Prairie
- Rosedale
- Rossland
- Rosswood
- Roy
- Royston
- Ruskin

## S
- Saanich
- Salmo
- Salmon Arm
- Saltair
- Sandspit
- Savona
- Sardis
- Sechelt
- Semahquam
- Seton Portage
- Seymour Arm
- Shalalth
- Shaw Springs
- Shawnigan Lake
- Siska
- Skatin (Skookumchuck Hot Springs)
- Skookumchuck
- Sicamous
- Sidney
- Silverdale
- Silverhill
- Skidegate
- Slocan
- Smithers
- Soda Creek
- Sointula
- Sooke
- Sparwood
- Spences Bridge
- Spuzzum
- Squamish
- Squilax (Chase)
- Stave Falls (et Stave Gardens)
- Steelhead
- Steveston
- Stewart
- Summerland
- Sunset Prairie
- Surrey

## T
- Tachie
- Taft
- Tahsis
- Tappen
- Tarry's (District de Castlegar)
- Taylor
- Telegraph Cove
- Telegraph Creek
- Telkwa
- Terrace
- Tête Jaune Cache
- Thornhill
- Thrums (District de Castlegar)
- Tlell
- Tofino
- Tomslake
- Trail
- Trapp Lake
- Tsawwassen
- Tumbler Ridge

## U
- Ucluelet
- Union Bay
- Usk

## V
- Valemount
- Vallican
- Van Anda
- Vancouver
- Vanderhoof
- Vavenby
- Vernon
- Vesuvius
- Victoria
- View Royal

## W
- Walnut Grove
- Warfield
- Wasa
- Webster's Corners
- Westbank
- West Vancouver
- Whaletown
- Whonnock
- Whistler
- White Rock
- Williams Lake
- Wonowon
- Woodfibre
- Woss

## Y
- Yahk
- Yale
- Yarrow
- Yennadon
- Ymir
- Youbou

## Z
- Zeballos